# Битва кентавров
«Битва кентавров» (итал. Battaglia dei centauri; также — «Бой Геркулеса с кентаврами») — мраморный рельеф со сценой кентавромахии, созданный Микеланджело около 1492 года. Этот барельеф относится к первым его известным независимым произведениям (как и «Мадонна у лестницы»), и в нем он нашел себя как скульптора. Вазари описывает его как работу, сделанную «так прекрасно, что тот, кто теперь смотрит на неё, не может поверить, что это работа юноши, а не уважаемого мастера, совершенного в науке и практике искусства».
По мнению Эрика Шильяно, в этом барельефе юный скульптор «воплотил заповеди греков и римлян» . Также это первое известное произведение, которое можно считать «non-finito».

## Сюжет и его трактовка

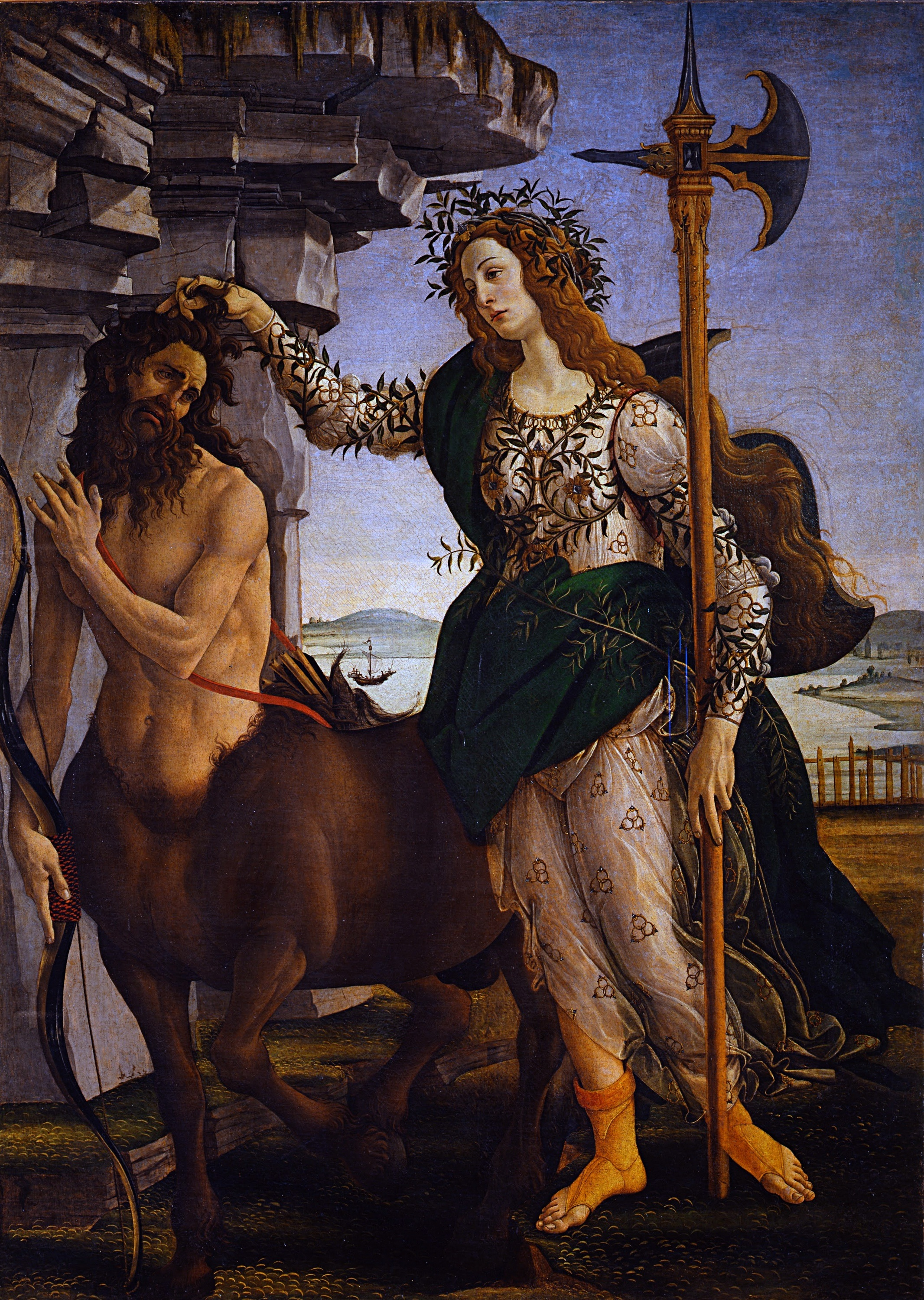
Сандро Боттичелли. «Паллада и кентавр» (ок. 1482)

По Вазари, барельеф изображает бой Геркулеса с кентаврами[а]. Вазари также пишет, что этот сюжет из «Метаморфоз» Овидия подсказал мастеру Анджело Полициано. Существует трактовка, что сцена изображает бой кентавров с лапифами. Последняя происходила на свадьбе, поэтому становится понятно присутствие двух женских фигур, которых выделяют исследователи (сверху слева и в центре снизу).
Шильяно проводит параллель с идеей полотна Сандро Боттичелли «Паллада и кентавр» — победа цивилизации (лапифов) над варварами (кентаврами), хотя и значительно более мягкая, чем в трактовке Микеланджело. С другой стороны, в рельефе преобладают обнаженные мужские фигуры молодых солдат (за исключением единственного престарелого солдата с камнем слева), что вполне соответствовало духу неоплатонического прочтения понятия любви академиков, и сюжет становится уже не битвой за будущее цивилизации, а оргией[б].
В самом названии произведения можно найти скрытый смысл. Название племени «лапифов» (греч. Λαπίθες) звучит похоже на «ляпис» (лат. Lapis), что означает «камень», а также «ляпиде» (итал. lapide), что означает «надгробная плита». Изображённые на барельефе воины вооружены камнями, а не мечами или копьями. Следовательно, можно утверждать, что и победа камня над плотью, а не только над варварством, тоже может быть одной из трактовок этой работы.

## Описание произведения
Микеланджело вырезал этот барельеф на куске каррарского мрамора, который пожертвовал Лоренцо Великолепный для школы в садах Сан-Марко.
Молодой скульптор представил батальную сцену. В толпе молодых воинов бросается в глаза фигура юноши с камнем в руке, который он пытается бросить. За его спиной находится бородатый воин, тоже с камнем в руке, это одна из немногих фигур пожилых людей на рельефе. Бой настолько ожесточенный, что живые не замечают ни раненых, ни мертвых. Внизу рельефа представлена фигура уже убитого могучего кентавра, которого неистово топчут. Повален на землю еще один кентавр справа внизу, но он еще пытается продолжить борьбу с воином, который уже оседлал его спину. В углу слева — фигура умирающего юноши, получившего ранение головы. Он — начало целого ряда юношеских фигур, которые станет разрабатывать скульптор и в росписи на потолке Сикстинской капеллы, и в работе над гробницей папы римского Юлия II. Рельеф «Битва кентавров» стал свидетельством горячего, тревожного сознания семнадцатилетнего юноши, который по молодости еще не имел военного опыта, но сумел показать и ожесточенность боя, и ужасные стороны каждой военной схватки, связанной с уничтожением людей.
Виктор Лазарев отмечал, что в общей композиции Микеланджело копирует позднеантичные саркофаги, но уже можно видеть «чуждое античности живописное понимание группы». Здесь он использовал прием высокого рельефа, а также различные уровни обработки материала. Путём сочетания контрастных фактур — шлифованного и нешлифованного камня — скульптору удается передать ощущение тяжести и объема фигур, вдохнуть в них жизнь.
Фриц Эрпель пишет, что «натуралистичность жестокости происходящего молодой скульптор сознательно обошел вниманием».

## Реставрация
В 1992 реставрацию произведения доверили Аньезе Парронки (итал. Agnese Parronchi), которая также отвечала за реставрацию барельефа «Мадонна у лестницы» и статуй Микеланджело в капелле Медичи (1989).

## В искусстве
Это раннее произведение Микеланджело упоминается в биографическом романе К. Шульца «Камень и боль»:
(...)Тела борются, играя множеством мышц, тела в мощнейшем выявлении форм, существа горячие, распаленные, длинные линии сплетений, связанных в узлы рук и ног. И нагота. Гладкая нагота мужских тел, - хоть одну только форму прикрой, и мужское тело это утратит свою волю и свою скорбь.
(...)Славная нагота боли, уничтоженья и боя - все вписано в эти борозды лбов, горл и животов. Кривизны, дуги, трехмерности, контраст глубины и напряжения. Бой. Мрамор.